# センチネル (ゲーム)
『Sentinel』（センチネル）は2006年12月22日にCLOCKUPより発売された18禁恋愛アドベンチャーゲーム。

## 概要
CLOCKUPの作品のなかでも評判の高い作品であった『プレゼンス』を参考に、同じ学園ベースの作品でありながら異なるアプローチを模索し、「萌えゲームでありながらもエロエロゲー」をコンセプトにして制作された作品で、CLOCKUPとしては『プレゼンス』以来となる純愛学園路線の作品となった。
『センチネル』のオフィシャルサイトがオープンされるのと同時に、雑誌媒体のPUSH!!とWeb媒体のGalge.comと合同で各媒体の関連記事内に掲載されるパスワードを持ってオフィシャルサイトにアクセスすると壁紙画像が獲得できる「センチネル MixProject」が実施された。
店舗での予約購入特典として描き下ろし画像やシーン、システムボイスが収録された「センチネル アフター エピソード ディスク」が配布された。対象店舗はソフマップ、ラオックス、メッセサンオーの3店舗で、それぞれ「美緒編」「霞編」「優衣編」が配布された。

## ストーリー
クリスマスまで1ヵ月、来たるそのイベントに皆が期待で落ち着かなくなるなか、広瀬徹も例外なく期待を膨らませていた。しかしそんな思いに水を差すように最近になって毎夜見る「不思議な夢」。視界を遮る白い靄に、水中を漂うような浮遊感、そして邂逅する謎の少女。奇妙な感覚を覚えつつも日々は過ぎていき、やがてクリスマスは間近に迫る。そんな時、夢の中で謎の少女が語りかけてきた。「おもいで、かえてみない?」。少女が紡ぐ謎の言葉の通り過去が改変されたことで変わる現在、そして未来。その変化がもたらすものとは…

## 登場人物
広瀬 徹（ひろせ とおる）
主人公。中学生の時に交通事故に遭い両親と死別してしまった。事故に遭う少し前に親の仕事の都合で元々暮していた「雀が丘町」から「静台町」に引っ越したが、事故後「時雨学園」に進学するにあたりかつて暮していた「雀が丘町」に戻り、祖父母が大家の家に妹の優衣と二人で生活している。部活は弓道部に所属しており過去エースとして活躍していたが、現在は生活費を稼ぐためのアルバイトが忙しいために幽霊部員となっている。
過去を改変する能力を手に入れ、それを機に刹那との接触が始まる。
依元 美緒（よりもと みお）
声：かわしまりの
原画：天草帳
身長：158cm
3サイズ：80/56/80
誕生日：12月25日
徹が「雀が丘町」を引っ越すまで幼馴染みであった女の子。現在は「時雨学園」に通い、徹の家の近所で暮している。かつてはおてんばな性格をしていたが、現在は普通の性格となった。幼い頃に徹と交わした結婚の約束を今でも信じている。徹と同じ弓道部に所属しており、徹が本格的に弓道を始めることを望んでいる。成績は良好で、稲作と英語のみで会話し、半分眠った状態で世界史の問いを完璧に解答している。
本質的に自分に自信がないため徹との関係にやや偏執的に執着しており、霞ルートでも同様の態度を見せる。そのため、改変ルートでは主人公との繋がりを求めて隷属化する。
ディレクターのいけだかなめは当初メインヒロインの髪型はロングと構想していたが、原画の天草帳の絵を見てセミロングも悪くないということとなりセミロングの髪型となった。
掛川 陽樹（かけがわ はるき）
声：天天
原画：テシヲ
身長：159cm
3サイズ：82/58/82
誕生日：8月22日
徹が「静台町」に引っ越してから知り合った幼馴染み。サバサバとしたボーイッシュな性格をしているが、可愛らしいものが好きな乙女な一面もあるがひた隠ししている。それは女の子らしい美緒への劣等感の裏返しだが、主人公の両親の事故時に徹を支えた懐の広さを持つ。徹の両親が亡くなり「静台町」から引っ越すことを聞きつけると徹と同じ「時雨学園」を受験して合格し、親元を離れ「雀が丘町」の徹の暮す家の隣のアパートで一人で暮らしている。徹や美緒と同じ弓道部に所属しているが、徹同様に幽霊部員となっている。
主人公が過去改変の能力で事故の歴史を変えると、「事故が遭った事実」の辻褄を合わせるため、掛川家が被害に遭い、陽樹のみ生き延びるも廃人となってしまう。
改変ルートでは、ボーイッシュな性格の矯正が性的な方向へ行ってしまう。
陽樹の初期デザイン案は前後にアホ毛が飛び跳ねた髪型になっていたが、会議でボツになった結果、左右にアホ毛が飛び出したものへと変更された。
広瀬 優衣（ひろせ ゆい）
声：青葉りんご
原画：天草帳
身長：152cm
3サイズ：70/53/72
誕生日：10月10日
徹の妹で、兄と同じ「時雨学園」に通っている。両親の死後は兄と二人で暮らしており、世話焼きな性格で家事全般をこなしている。そのために部活には所属していない。徹に関連する物品をこっそり集めており、極度のブラザーコンプレックスの一面がある。
優衣も徹のように「力」を持っているが、世界が改変されることをおぼろげに認知出来る程度で、兄に恋人が出来たり性的堕落する光景を何度も見ていくうちに狂気にとりつかれていく。優衣ルートでは兄の周囲の女性を排除しようと行動し、家出の果てに兄が自殺するという結末を迎えた。尚、他のルートでも兄の能力について認識している発言をしている。
改変ルートでは、アナルセックスに目覚めてしまう。
原画の天草帳によると彼女の髪型はとある人気漫画のキャラクターをモチーフにしている。
九条院 霞（くじょういん かすみ）
声：一色ヒカル
原画：浜島重雄
身長：155cm
3サイズ：88/55/82
誕生日：2月14日
「時雨学園」の先輩で生徒会長。家は地元の名士のお嬢様で、礼儀作法をしっかりと身につけている。父親が徹の父親の上司であったため、徹とは昔から家族ぐるみの付き合いをしていた。
生徒会の副会長に好意を抱かれているが、その感情は幼稚な独占欲で狭量な彼に嫌悪しており、痴情のもつれから彼は暴走した折に霞の顔を負傷させてしまう。
改変ルートでは、「徹との行為」を見せ付ける露出癖に目覚めてしまう。
初期デザイン案ではこげ茶色の髪の毛だったが、メインヒロインと誤認される懸念があったため、ピンクに変更された経緯を持つ。
天城 九音（あまぎ ここね）
声：白井綾乃
原画：テシヲ
身長：170cm
3サイズ：90/64/86
誕生日：10月31日
「時雨学園」の化学教師で徹のクラスの担任。過去に徹の近所に住んでいたこともあり、徹のことは幼い頃から知っており、かつて徹に性的なイタズラをしたこともある徹のトラウマ的な存在。破天荒な性格で学園でもその傍若無人さは上司にも横行し、恐れられている存在。
同じブランドのプレゼンスの登場人物である天城七音と容姿がよく似ているが関係は不明。
徹以外に交際している男性がいる。
改変ルートでは、被虐趣味に目覚めて徹に隷属化し、性奴隷と化す。
当初はエロ担当のキャラクターは久遠がいることから構想されていなかったが、もう一人キャラクターを追加することとなり、急遽描かれることとなった。
時刻 久遠（ときざみ くおん）
声：北都南
原画：天草帳
身長：167cm
3サイズ：94/62/88
誕生日：6月6日
徹のバイト先であるカフェ「ラ・ルゥ・トゥルヌ」のマスター。徹の母親と仲が良かったこともあり、徹に対して母親のように振舞っている。
刹那の妹であり、刹那を永劫の牢獄から解放することを目的とし、徹の能力に希望を見出している。彼女も「力」の持ち主で、自分の記憶や情報を相手へ譲渡出来る。
刹那（せつな）
声：北都南
原画：天草帳
主人公の夢に不意に姿を現した謎の少女。『プレゼンス』からの登場キャラクター。
クールで超然とし、主人公の行為を傍観している。何が目的で何をしようとしているのか、一切が謎に包まれている。
久遠の姉であり、過去に死を契機に「能力」に目覚め、異能の持ち主以外認知されない不老不死の存在となってしまい、死亡当時のまま容姿は変わっていない。現在のクールな物腰は、その境遇にある孤独と自分に諦観しているため。
権田原 稲作（ごんだわら いなさく）
声：皇帝
原画：浜島重雄
徹のクラスメイトで、徹のことを心の底から愛しており、彼のために昼食の弁当まで作り腕を磨いている。ちなみに他の男性同士の恋愛や性愛に興味はなく、純粋に興味があるのは主人公だけのため同性愛者とは言い難いが、同性愛者の友人はいる。自分の名前にコンプレックスを持っており、「クライド」や「タフガイ」など日替わりで様々な名前で自分を呼ばせようとしている。
普段からハイテンションであるが、更に興奮すると英語で喋り出すのは実は帰国子女だったため。なお、恋愛ではないが、彼とのエンディングはある。
CLOCKUP作品では男性キャラクターとして初めて声があてられた。

## 音楽
主題歌
- Silent Snow
  - 歌：Rita
  - 作詞：kanoko
  - 作編曲：藤田淳平（Elements Garden）

2009年1月21日に発売されたRitaのフルアルバム『magnetism』や、2009年9月2日に発売されたコンピレーションCDである『Elements GardeII-TON ECLUSTER-』にフルコーラス版が収録されている。

## スタッフ
- 原画：天草帳、テシヲ、浜島重雄
- シナリオ：黒崎将弘、夏椿、浅生詠、東雲塔雨、矢口安芸
- 音楽：Elements Garden、Blasterhead

## 関連商品
DVDPG
- センチネル DVDPG
  - ブランド：電脳CLUB
  - 発売日：2008年11月27日
  - メディア：DVDPG2枚組
  - 価格：5800円（税抜）
  - 品番：DCPG-180